# Adriano Galliani
Adriano Galliani (Monza, 30 luglio 1944) è un dirigente sportivo, imprenditore e politico italiano, vicepresidente vicario e amministratore delegato del Monza.
Legato professionalmente dagli anni settanta alla Fininvest, di proprietà di Silvio Berlusconi, è noto principalmente per essere stato, dal 1986 al 2017, amministratore delegato dell'Associazione Calcio Milan con cui è riuscito a vincere 29 trofei in 31 anni; contemporaneamente, ha ricoperto per due volte il ruolo di vicepresidente vicario della società rossonera (dal 2004 al 2006 e nuovamente dal 2008 al 2017). Dal 2002 al 2006 è stato presidente della Lega Nazionale Professionisti, nonché vicepresidente della Lega Serie A dal 2013 al 2017. Dal 2018 è amministratore delegato e dal 2022 vicepresidente vicario del Monza, nonché fino al 2021 vicepresidente della Lega Serie B.
Al di fuori del calcio, dal 2017 al 2019 è stato presidente di Mediaset Premium, è presidente della holding immobiliare Fininvest Real Estate & Services , oltreché senatore della Repubblica dal 23 marzo 2018 al 12 ottobre 2022 e poi nuovamente dal 30 ottobre 2023, per Forza Italia.
Nel 2010 ha ricevuto il Globe Soccer Award alla carriera e nel 2011 è stato inserito nella Hall of Fame del calcio italiano per il suo ruolo da dirigente.
Nel 2023 viene pubblicata la sua autobiografia Memorie di Adriano G., edita da Piemme e scritta con Luigi Garlando.

## Carriera

### Gli inizi
Adriano Galliani nasce a Monza il 30 luglio 1944, da una famiglia della media borghesia; il padre era segretario comunale, mentre la madre, scomparsa quando Adriano aveva 14 anni, era una piccola imprenditrice che gestiva un'azienda che trasportava collettame sulla rotta Brianza-Milano. Fu proprio la madre, il cui zio era stato presidente del Monza, a portare Adriano allo stadio sin da piccolo, facendolo appassionare al calcio. Si diploma geometra (in ambito professionale viene spesso chiamato "dottor Galliani", ma in realtà tale titolo non gli compete in quanto non ha mai conseguito nessuna laurea) ed inizia il suo percorso lavorativo aprendo uno stabilimento balneare a Vieste nel Gargano. Lavora poi al comune di Monza per otto anni, venendo anche candidato a sindaco nelle liste della Democrazia Cristiana. Grazie ad una legge che prevedeva che chiunque avesse lavorato in un ente pubblico potesse riscattare i contributi versati all'Inadel oppure girarli all'Inps, nel 1976 Galliani presenta una domanda a quest'ultimo ente, che gli fa ottenere una pensione sociale di 223 € percepita ancora oggi, fatto che ha generato polemiche.
Nel 1975 acquista dall'ingegnere Ottorino Barbuti la Elettronica Industriale, un'azienda di Lissone specializzata in apparecchiature per la ricezione dei segnali televisivi.
In pochi anni diventa fornitore di Telemontecarlo, all'epoca la quarta emittente TV italiana per importanza.

### Canale 5
Il suo ruolo in Telemontecarlo lo porta, a seguito di una cena tenuta nella villa di Arcore il 1º novembre 1979, all'inizio dell'amicizia e della collaborazione con Silvio Berlusconi, allora proprietario di Telemilano, al quale propone di sviluppare il segnale televisivo con ripetitori per tutta la nazione e con il quale fonda Canale 5, dopo aver ceduto il 50% della società "Elettronica Industriale" allo stesso Berlusconi per la gestione congiunta del segnale televisivo. Inizia anche la sua carriera di dirigente sportivo, con il Monza, nel 1984, ricoprendone per due stagioni consecutive (1984-85 e 1985-86) la carica di vicepresidente.
È nominato Amministratore delegato di Mediaset nel 1986 e rimane in tale ruolo fino al 1998.
Il 28 aprile 2017 viene nominato presidente delle società immobiliari del gruppo Fininvest, mentre il 25 luglio diventa presidente di Mediaset Premium e il 27 giugno entra nel consiglio di amministrazione del Gruppo Fininvest.

### Dirigente sportivo

#### Milan

Galliani (a sinistra) insieme al presidente Silvio Berlusconi e all'allenatore Nils Liedholm nel 1986

Il 24 marzo 1986 diventa amministratore delegato del Milan (fino ad allora era stato tifoso della Juventus), sempre in collaborazione con Berlusconi, che aveva rilevato circa un mese prima la società calcistica milanese, della quale annullerà il forte indebitamento e scongiurerà il rischio di fallimento; successivamente viene nominato anche vicepresidente vicario. In questa veste, il 20 marzo 1991, si rende protagonista di un episodio molto controverso: a tre minuti dalla fine della partita di ritorno dei quarti di finale di Coppa dei Campioni contro l'Olympique Marsiglia allo stadio Vélodrome, un black out improvviso, che causa lo spegnimento dell'illuminazione dello stadio, lo porta ad imporre il ritiro dei rossoneri dal terreno di gioco, nonostante in seguito le luci riprendano parzialmente a funzionare e sia l'arbitro svedese Bo Karlsson che il capitano milanista Franco Baresi intendano riprendere il gioco, come previsto dal regolamento.. In quel momento il risultato è di 1-0 per i francesi; a causa di quella decisione il Milan si vede assegnata la sconfitta per 3-0 a tavolino e riceve da parte dell'UEFA la squalifica da tutte le competizioni europee nella stagione successiva.
Nel 2002 diventa anche presidente della Lega Nazionale Professionisti. Tale carica, assunta e mantenuta durante l'incarico alla presidenza del Milan, ha suscitato molte polemiche per il cosiddetto conflitto di interessi. La sera del 22 giugno 2006 si dimette dalla presidenza della Lega Nazionale Professionisti dopo la notizia del suo deferimento a opera del procuratore federale Stefano Palazzi, che indaga sullo scandalo di Calciopoli: a comunicare ciò è lo stesso Galliani, con una lettera ai consiglieri in cui ribadisce la sua "totale estraneità da ogni addebito". La Corte Federale lo condannerà poi in secondo grado a una squalifica di 9 mesi, ridotta a 5 mesi, più una multa dall'arbitrato del CONI.
Dal 21 dicembre 2004 al 15 giugno 2006 ha assunto le funzioni di vicepresidente vicario della società a seguito delle dimissioni di Silvio Berlusconi, impossibilitato a ricoprire l'incarico a motivo di una legge disciplinante il conflitto d'interesse (all'epoca Berlusconi era Presidente del Consiglio dei Ministri della Repubblica Italiana). Ricoprirà nuovamente la carica dall'8 maggio 2008 al 13 aprile 2017.
Il 18 gennaio 2013 viene eletto vicepresidente della Lega Serie A.
Il 13 aprile 2017, con la cessione della società rossonera da parte di Fininvest alla Rossoneri Sport Investment Lux, società facente riferimento all'imprenditore cinese Li Yonghong, chiude ufficialmente la sua carriera nel Milan, in cui, da amministratore delegato, ha conquistato 29 trofei in 31 anni.

#### Monza
Il 28 settembre 2018 viene ufficializzata l’acquisizione del Monza da parte di Silvio Berlusconi e Galliani viene nominato amministratore delegato della società brianzola, facendo così ritorno nel club che aveva lasciato da vicepresidente nel 1986; il Monza ottiene quindi un assetto dirigenziale quasi identico a quello caratteristico del Milan dell'era berlusconiana. Sotto la nuova gestione la squadra ottiene, nel 2019-2020, la vittoria del campionato di Serie C e la conseguente promozione in Serie B dopo 19 anni dall'ultima partecipazione, mettendo poi sotto contratto gli ex giocatori del Milan Kevin Prince Boateng, Mario Balotelli e Gabriel Paletta. 
Il 7 gennaio 2021 viene eletto vicepresidente della Lega Nazionale Professionisti B. Risultato positivo al COVID-19 dopo aver cenato il 21 febbraio in hotel a Roma con Beppe Marotta, Piero Ausilio e l’avvocato dell’Inter prima delle elezioni federali, verrà ricoverato all’Ospedale San Raffaele il 7 marzo e rimarrà in terapia intensiva per dieci giorni, durante i quali arriverà a perdere dieci chili, prima di risultare guarito dal virus ed essere dimesso il 26 marzo.
Dopo essere arrivato terzo nel campionato di Serie B 2020-2021 e quarto in quello successivo ed essere arrivato fino alla semifinale dei play-off al primo anno, il Monza viene promosso per la prima volta nella sua storia in Serie A il 29 maggio 2022 battendo il Pisa nella finale degli spareggi. Successivamente metterà sotto contratto alcuni giocatori della massima categoria e della nazionale italiana, tra cui spiccano Alessio Cragno, Stefano Sensi e Matteo Pessina (quest'ultimo aveva già giocato nella squadra brianzola agli inizi della propria carriera).

### Attività politica
In vista delle elezioni politiche del 2018 viene candidato da Berlusconi al Senato della Repubblica, tra le liste di Forza Italia come capolista nel collegio plurinominale Lombardia - 03, venendo eletto senatore. Il 5 luglio dello stesso anno viene nominato capo dei dipartimenti di Forza Italia in un'ottica di rinnovamento del partito. Nella XVIII legislatura della Repubblica è stato componente della 10ª Commissione Industria, commercio, turismo, della 3ª Commissione Affari esteri, emigrazione e della 14ª Commissione Politiche dell'Unione europea, oltre a ricoprire l'incarico di vice-capogruppo del gruppo parlamentare di Forza Italia al Senato.
In vista delle elezioni politiche del 2022 decide di non ricandidarsi al Parlamento.
L'anno seguente si candida al collegio uninominale Lombardia - 06 (Monza) per il Senato della Repubblica nelle elezioni politiche suppletive del 22 e 23 ottobre 2023, indette per ricoprire il seggio che era di Silvio Berlusconi, deceduto il 12 giugno dello stesso anno; viene appoggiato da Forza Italia, Lega, Fratelli d'Italia, Noi moderati e anche da Il Popolo della Famiglia, Verde è Popolare e Democrazia Cristiana. Risultato eletto con il 51,46% delle preferenze, entra in carica il 30 ottobre successivo.

## Vicende giudiziarie
Galliani è stato coinvolto in vari procedimenti giudiziari, per i quali tuttavia non ha avuto nessuna condanna definitiva, risultando completamente estraneo.

### Assoluzione per le accuse di falso in bilancio per l'acquisto di Medusa Film
Nell'ottobre del 1995 la Procura della Repubblica di Milano invia un invito a comparire a Silvio Berlusconi, a Carlo Bernasconi e ad altri tre manager del gruppo, Adriano Galliani, Giancarlo Foscale (cugino di Berlusconi) e Livio Gironi, per i reati di falso in bilancio e (limitatamente a Berlusconi) di appropriazione indebita relativi all'acquisto della rimanente quota di Medusa Film avvenuta nel 1987. Secondo il pubblico ministero Margherita Taddei, che già da un anno indaga sui libretti al portatore di Berlusconi, dei 28 miliardi e mezzo di lire pagati ai precedenti proprietari per l'acquisto di Medusa Cinematografica 10 miliardi e 200 milioni vengono restituiti sottobanco e finiscono su alcuni libretti al portatore di Berlusconi. Nel mese successivo, il pm Taddei chiede il rinvio a giudizio per tutti e cinque gli indagati. Nel dicembre del 1996 si tiene l'udienza preliminare e nel febbraio del 1997 il giudice per le indagini preliminari Cristina Mannocci decide il rinvio di tutti e cinque gli indagati per falso in bilancio, mentre per Berlusconi scatta la prescrizione del reato per l'accusa di appropriazione indebita. Nell'ottobre dello stesso anno Berlusconi e gli altri imputati versano di propria iniziativa circa 18 miliardi di lire a Reteitalia, come rimborso dei 10 miliardi e 200 milioni (con gli interessi maturati in 9 anni) che, secondo l'accusa, avrebbero distolto dal bilancio ma continuano a negare ogni ammissione di colpa (di fatto, versano il denaro a loro stessi contando di beneficiare delle attenuanti e di far scattare di conseguenza la prescrizione del reato). Da parte sua, durante il processo Bernasconi tenta pure di motivare la somma finita sui libretti di Berlusconi come la restituzione di un vecchio prestito di Luigi Berlusconi (padre di Silvio, morto nel 1989) ai precedenti proprietari della Medusa, che invece negano tale ricostruzione.
Il 3 dicembre dello stesso anno il processo si conclude con la condanna di Berlusconi a un anno e 4 mesi (condonati per l'amnistia del 1990) e a una multa di 60 milioni di lire (10 condonati) e con la condanna di Bernasconi a un anno e 4 mesi (ugualmente condonati) e a 10 milioni di multa, mentre gli altri tre vengono assolti in quanto avrebbero firmato il bilancio del 1989 senza essere a conoscenza della sopravvalutazione e della restituzione di quella somma (il pm Taddei chiede invece un anno e 8 mesi per tutti e cinque).
Il 9 febbraio 2000 il processo di appello si conclude con l'assoluzione di Berlusconi, la conferma della condanna di Bernasconi a un anno e 4 mesi (già condonati) e dell'assoluzione di Galliani, Foscale e Gironi. La seconda Corte d'appello di Milano ritiene da un lato non provato che Berlusconi abbia conosciuto e approvato il falso in bilancio, dall'altro che Bernasconi abbia agito da solo mentre il sostituto procuratore Ugo Dello Russo chiede la conferma della condanna di Berlusconi. La Fininvest e la difesa commentano la sentenza continuando a sostenere la regolarità di tutta l'operazione.
Il 1º ottobre 2001 in Cassazione viene confermata anche l'assoluzione di Berlusconi, con respingimento del ricorso presentato dai magistrati milanesi, mentre nei confronti di Bernasconi, morto pochi mesi prima, il reato viene considerato estinto per morte del reo.

### Calciopoli
Nel 2006 per Calciopoli la Corte Federale lo condanna in secondo grado ad una squalifica di 9 mesi, ridotta a 5 mesi più una multa dall'arbitrato del CONI.

### Falso in bilancio con il Milan
Nel corso del 2007 viene rinviato a giudizio (insieme al vicepresidente dell'Inter Rinaldo Ghelfi e all'ex dirigente Mauro Gambaro) nell'ambito dell'inchiesta sul falso in bilancio condotta dal PM Carlo Nocerino. I dirigenti accusati avrebbero ritoccato i conti dei due club calcistici attraverso lo scambio di alcuni giocatori i cui prezzi sarebbero stati gonfiati. Il Milan e l'Inter sono accusati di aver violato la legge 231 che obbliga le società "a predisporre modelli organizzativi atti a prevenire reati". I fatti contestati risalgono al periodo compreso tra 1999 e il 2003.
Peraltro, con sentenza del 31 gennaio 2008 il GUP di Milano, Paola Di Lorenzo, ha prosciolto sia Galliani, sia la società A.C. Milan da ogni addebito perché «il fatto non costituisce reato» in quanto esso fu depenalizzato durante il secondo governo di Berlusconi.

### Concorso in bancarotta del Parma
Il 13 ottobre 2015 viene indagato per concorso in bancarotta fraudolenta: durante la sessione invernale del calciomercato 2015 avrebbe comprato il difensore Gabriel Paletta sottocosto contribuendo all'impoverimento del patrimonio del Parma che poi sarebbe fallito poco tempo dopo.

### Panama Papers
Nell'aprile 2016, Galliani è stato uno degli individui italiani di spicco ad essere nominato nella fuga di notizie dei Panama Papers.

### Evasione fiscale e false fatturazioni
Il 26 gennaio 2016 la Guardia di Finanza perquisisce la sede del Milan e Galliani è indagato, insieme ad altri dirigenti e procuratori, per evasione fiscale e false fatturazioni riguardo alla compravendita di giocatori: gli agenti avrebbero fatturato in maniera fittizia alle società le loro prestazioni esclusive mentre i club avrebbero completamente dedotto dal reddito imponibile queste spese beneficiando anche della detrazione sull'IVA relativa alla pseudo prestazione ricevuta.
Nel novembre del 2022 il PM chiede una condanna di 13 mesi per Galliani.
Nel marzo del 2023 viene assolto dal tribunale di Napoli.

### Diritti televisivi
Il 2 dicembre 2017 il quotidiano La Stampa scrive che Galliani nel dicembre 2016 avrebbe incassato 50.000 euro su conti esteri intestati alla moglie Malika El Hazzazi da parte di Andrea Francesco Silva, ex della MP & Silva che Galliani e Marco Bogarelli (ex numero 1 di Infront Italy, l'advisor della Lega calcio) avevano individuato come successore dello stesso Bogarelli dimessosi nel novembre di quell'anno perché coinvolto nell'inchiesta della Procura di Milano riguardante la spartizione dei diritti tv. Galliani non risulta indagato e gli arresti di Bogarelli e di due suoi ex collaboratori erano stati respinti dal gip e poi dal Tribunale del Riesame in estate. L'ex AD del Milan, assistito dagli avvocati Leandro Cantamessa e Niccolò Ghedini, si difende dicendo che Andrea Silva è solo un omonimo di Riccardo Silva, il vero titolare della MP & Silva, e che il bonifico non ha nulla a che vedere con il calcio trattandosi di una vicenda personale trasparente e ampiamente documentata.

## Vita privata
Già sposato due volte (la seconda, dal 1989 al 1999, con Daniela Rosati, ex presentatrice Mediaset), il 9 ottobre 2004 sposa Malika El Hazzazi, modella di origine marocchina. Dalla prima moglie ha avuto tre figli: Micol, Gianluca e Fabrizio. Ha avuto una breve relazione con la giornalista Manuela Moreno alla fine degli anni novanta. Nel 2024, dopo 13 anni di relazione, si è sposato per la quarta volta con la brasiliana Helga Costa, di 23 anni più giovane; i suoi testimoni di nozze sono stati l’amico Gigi Marzullo e la parlamentare Cristina Rossello. Suo nipote Adrian, nato nel 2001 a New York, è calciatore.

## Opere
- Le memorie di Adriano G. - Storia di una passione infinita, con Luigi Garlando, Milano, Piemme, 2023. ISBN 88-566-9087-X